# Natatolana boko
Natatolana boko är en kräftdjursart som beskrevs av Bruce1986. Natatolana boko ingår i släktet Natatolana och familjen Cirolanidae. Inga underarter finns listade i Catalogue of Life.